# Ophiomyia melanagromyzae
Ophiomyia melanagromyzae är en tvåvingeart som beskrevs av Spencer 1977. Ophiomyia melanagromyzae ingår i släktet Ophiomyia och familjen minerarflugor. Inga underarter finns listade i Catalogue of Life.